# 下朗根
下朗根是德国下萨克森州的一个市镇。总面积29.35平方公里，总人口1221人，其中男性633人，女性588人（2011年12月31日），人口密度42人/平方公里。